# Darren Tulett
 (février 2012).
Si vous disposez d'ouvrages ou d'articles de référence ou si vous connaissez des sites web de qualité traitant du thème abordé ici, merci de compléter l'article en donnant les références utiles à sa vérifiabilité et en les liant à la section « Notes et références ».
Darren Tulett, né le 2 juin 1965 à Shoreham-by-Sea, est un journaliste sportif et animateur de télévision britannique dont la carrière se déroule sur les antennes françaises, à Canal+ puis à BeIn Sports.

## Biographie
En février 2012, après dix ans au service des sports de Canal+, il rejoint la chaîne BeIn Sports. Pendant l'Euro 2012, il anime, avec Mary Patrux, l’Euroshow. Avec cette dernière, il anime également Le Grand Stade chaque dimanche jusqu'en décembre 2012. Le 18 février 2013, il devient animateur de Lunch Time tous les jours de la semaine de 12h à 13h ; l'émission s'arrête en décembre 2013.
Lors des retransmissions de Ligue Europa, il présente l'avant-match et le Club Europa (émission d'après-match). Durant la Coupe du monde 2018, il anime tous les soirs en direct sur l'antenne de BeIn sports l'émission Russia Night Show.

## Publications
- Xavier Rivoire et Darren Tulett, The Coach (consacré à Arsène Wenger), Paris, Mango Sport, coll. « Légendes du football », 21 avril 2006, 332 p. (ISBN 2-84270-558-0).
- Serge Simon et Darren Tulett, France-Angleterre : un siècle de rivalité sportive, Issy-les-Moulineaux, éditions Prolongations, 15 octobre 2008, 156 p. (ISBN 978-2-916400-49-5).

## Filmographie
- 2010 : Le Fils à Jo : L’Austin Power
- 2010 : Du hard ou du cochon ! (épisode 1) : Monsieur Palmer

## Jeux vidéo
- Pro Evolution Soccer 2013 - EFootball 2024 : commentateur Grégoire Margotton